# Kameslandschaft
Kameslandschaft ist ein 244 ha großes Naturschutzgebiet im Landkreis Schaumburg.

## Beschreibung
Das Gebiet mit der Kennzeichennummer HA 219 liegt südwestlich der Stadt Rinteln und südlich der Weser zwischen Möllenbeck und Krankenhagen. Es gehört zur naturräumlichen Region Weser- und Leinebergland. Mit Erstverordnung vom 18. August 2011 wurde das Gebiet unter Naturschutz gestellt. Zuständige Naturschutzbehörde ist der Landkreis Schaumburg.
Bei dem Naturschutzgebiet handelt es sich um eine Kuppenlandschaft aus geschichteten Sanden und Kiesen, die als Kames Relikte eiszeitlicher Formungsprozesse sind und zur Flussgeschichte der Weser zählen. In dem hauptsächlich bewaldeten Gelände finden sich mehrere Hügelgräber, darunter der vor dem Sandabbau archäologisch untersuchte Grabhügel von Möllenbeck. Das Schutzgebiet umgibt eine etwa 100 Hektar große Abbaufläche zur Kies- und Sandgewinnung, die infolge der starken Baukonjunktur nach dem Zweiten Weltkrieg entstanden ist. Bei den Kiesen und Sanden handelt sich um der ergiebigsten Vorkommen in Norddeutschland mit Mächtigkeiten von bis zu 70 Meter. An den Kanten des Abbaugebietes gibt es bis zu 50 Meter hohe Steilhänge.